# Uçhisar
Uçhisar je naselje v Kapadokiji, v provinci Nevşehir, Turčija. Mesto je 7 kilometrov vzhodno od Nevşehirja, 12 kilometrov zahodno od Ürgüpa in 10 kilometrov južno od Avanosa.

## Zgodovina
Uçhisar se prvič omenja v kroniki Aziz ibn Ardasir iz 14. stoletja. Vendar pa je bilo splošno področje naseljeno veliko prej. Hetiti, ki so morda uporabili naravne pečine za gradnjo kot begunci in utrdbe proti morebitnim napadom. V 5. stoletju so Bizantinci ustvarili »varovalni pas« na območju proti islamski ekspanziji. Narava terena je pripomogla k obrambi, prikrivanje zgradb pa je omogočilo boljšo obrambo pred napadalci. Po osvajanju regije so muslimani prav tako izkoristili obrambne možnosti območja in ustvarili majhne centre s karavanseraji v regiji. 

## Opis
Uhisar obvladuje gorski grad, visok 60 metrov, ki je viden na veliki razdalji in ima obliko velikega cilindričnega stolpa. Ta masiv je prepleten s številnimi podzemnimi prehodi in prostori, ki so zdaj večinoma blokirani ali neprehodni. V bizantinskem času so služili kot stanovanjska območja in tudi kot samostan. Prvotno je v gradu živelo okrog 1000 ljudi, vendar danes ni več naseljeno. Pokrajino so zaznamovali tudi pravljični dimniki, raztreseni po njem.
V središču mesta je podzemna galerija, ki se pod nekaterimi hišami razteza približno 100 metrov. V zgodnjih časih je bila v tuf izrezan in verjetno služila kot povezava iz trdnjave v zunanji svet in za zaščito svoje oskrbe z vodo.
V bližini mesta je tako imenovana 'dolina golobnjakov' (turško Güverçin Vadisi). V preteklih letih so v stenah doline vklesali številne golobnjake. To so strukture z velikimi čelnimi površinami. V notranjosti obstaja veliko niš, iz katerih lahko lokalni ptiči letajo. Iztrebki iz gnezd v teh golobnjakih so se večinoma uporabljali kot gnoj. Potovanje skozi to dolino Ušhisarja traja dve uri, da se doseže Göreme na severovzhodu.
Večina prebivalcev Ušhisarja danes živi od kmetijstva, vendar ima vedno večjo vlogo turizem. Francozi in Turki, ki se vračajo iz Francije, so začeli preoblikovati stenska bivališča v turistična prenočišča.
- Street in Uçhisar.
- Hiše vkopane v tuf.
- Gora-grad z juga.